# Burguillos
Burguillos település Spanyolországban, Sevilla tartományban. Burguillos Alcalá del Río, Castilblanco de los Arroyos és Villaverde del Río községekkel határos. Lakosainak száma 7327 fő (2024).

## Népesség
A település népessége az elmúlt években az alábbi módon változott:
| Lakosok száma | 3603 | 3945 | 4876 | 5781 | 6459 | 6475 | 6523 | 6716 | 6907 | 7327 |
|               | 2001 | 2004 | 2007 | 2009 | 2012 | 2014 | 2017 | 2019 | 2022 | 2024 |